# Crepidium parryae
Crepidium parryae är en orkidéart som först beskrevs av Tang och Fa Tsuan Wang, och fick sitt nu gällande namn av Marg.. Crepidium parryae ingår i släktet Crepidium, och familjen orkidéer.
Artens utbredningsområde är Assam (Indien). Inga underarter finns listade i Catalogue of Life.